# HD 98800
HD 98800,cũng được phân loại là TV Crateris (TV Crt), là một hệ sao bốn cực trong chòm sao Cự Tước. Các phép đo thị sai được thực hiện bởi tàu vũ trụ Hipparcos cho rằng nó ở khoảng cách khoảng 150 năm ánh sáng (45 parsecs), nhưng giá trị này có sai số cao. Hệ thống này nằm trong hiệp hội TW Hydrae (TWA) và đã nhận được chỉ định TWA 4.
Hệ bao gồm HD 98800 A và HD 98800 B chứa hai ngôi sao. Vào năm 2007, một đĩa vụn đã được phát hiện quay quanh HD 98800 B gồm hai vòng cho thấy có thể có một hành tinh ngoài hệ Mặt Trời quay quanh trong khoảng 1,5 đến 2 đơn vị thiên văn.

## Hệ sao
Hệ sao này là một thành viên trong hiệp hội TW Hydrae, một nhóm các ngôi sao trẻ. Tư cách thành viên của nó bắt nguồn từ thực tế là chuyển động riêng của nó tương tự như các ngôi sao khác trong nhóm. Hệ này được ước tính là khoảng 7-10 triệu năm tuổi.
HD 98800 là một hệ thống bốn cực, với hai cặp sao quay quanh nhau. Hai cặp được phân tách bằng một vòng cung, nên quỹ đạo hình ảnh rộng được biết đến rất ít. Một phạm vi quỹ đạo sơ bộ đã được tính toán, với chu kỳ quỹ đạo từ 300 đến 430 năm, cũng như độ lệch tâm vừa phải từ 0,3 đến 0,6.
Thành phần chính, HD 98800 A, là một sao lùn cam  với tốc độ hướng tâm khác nhau. Điều này cho thấy sự hiện diện của một ngôi sao khác quay quanh nó, nhưng ánh sáng từ ngôi sao đó không thể được phát hiện, vì vậy hệ thống là một sao đôi đơn hàng. Hệ thống thứ cấp, HD 98800 B, là một nhị phân quang phổ khác, nhưng được xếp đôi vì cả hai ngôi sao (một sao lùn cam khác và sao lùn đỏ) có thể được phát hiện trực tiếp. Các ngôi sao trong HD 98800 lớn hơn nhiều so với mong đợi từ khối lượng của chúng: ở độ tuổi như vậy, những ngôi sao này chưa ngưng tụ thành kích thước bình thường.

## Hệ hành tinh

### Đĩa vụn

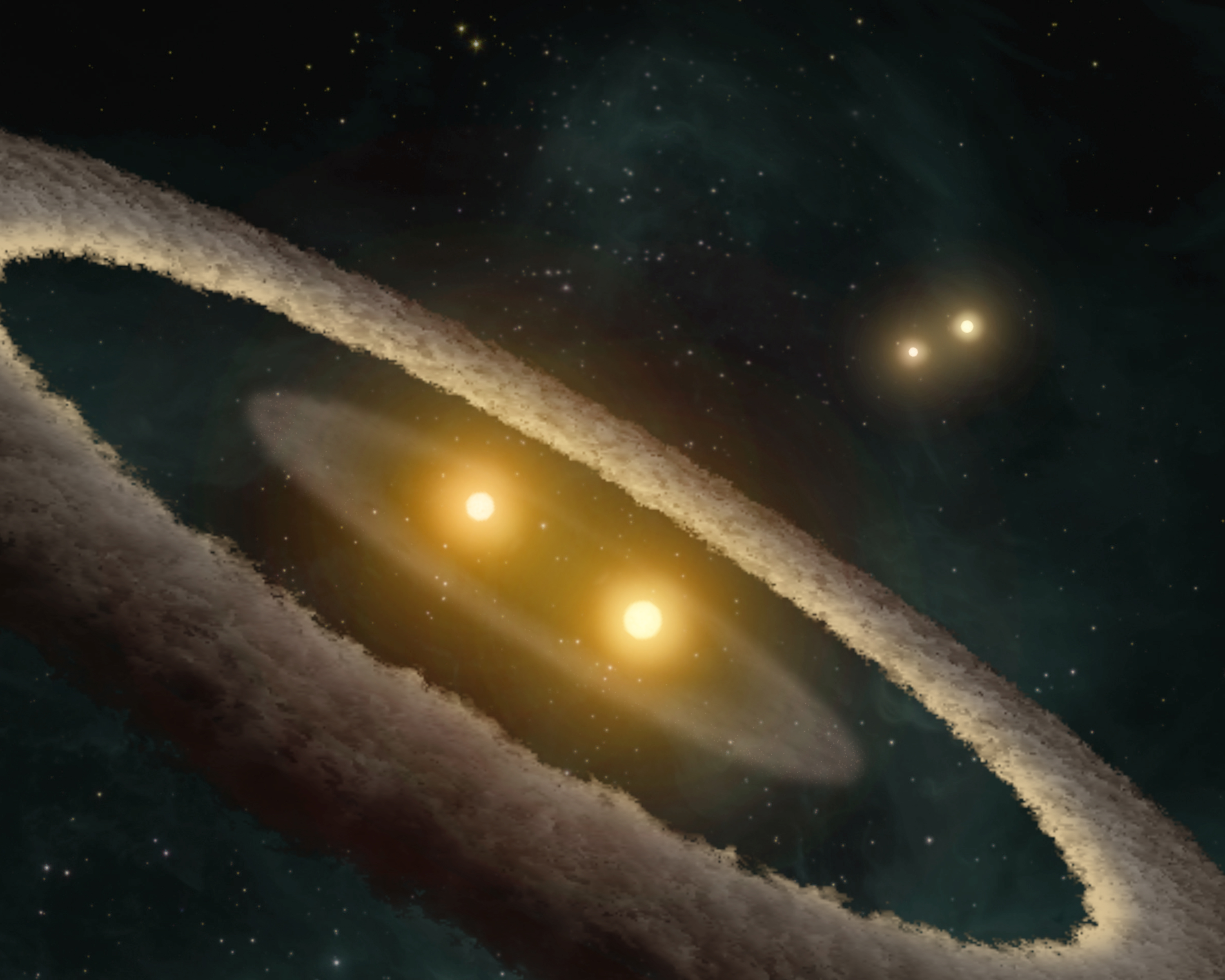
Ấn tượng của một nghệ sĩ về đĩa vụn xung quanh HD 98800 B. HD 98800 A được nhìn thấy từ xa.

Một dấu hiệu dư thừa hồng ngoại của một mảnh vụn đã được IRAS phát hiện lần đầu tiên. Các quan sát sâu hơn về hệ thống đã được thực hiện bằng cách sử dụng Keck  và Kính thiên văn vũ trụ Spitzer. Đĩa bao gồm hai vành đai riêng biệt. Vòng trong kéo dài từ khoảng cách 1,5 đến 2 đơn vị thiên văn từ khối tâm hệ thiên thể của nhị phân trung tâm. Vòng ngoài bắt đầu ở khoảng 5,9 đơn vị thiên văn từ nhị phân trung tâm và mở rộng ra một khoảng cách không xác định. Khoảng cách giữa hai vòng là ~ 3 đơn vị thiên văn. Vòng trong mỏng, trong khi phần bên trong của vòng ngoài dày đặc.
Tiến sĩ Elise Furlan, lãnh đạo nhóm Spitzer đã chụp ảnh đĩa này, kết luận rằng bụi phát sinh từ sự va chạm của các vật thể đá ở vành đai ngoài cuối cùng sẽ di chuyển vào đĩa bên trong. Nhưng vì hệ thống này là một hệ thống nhị phân kép, các hạt bụi không lấp đầy đĩa bên trong như mong đợi.

### Các hành tinh có thể có sự sống
Các mảnh vụn được cho là tạo thành một giai đoạn hình thành hành tinh. Do khoảng trống trong đĩa vụn, khả năng một hành tinh trong hệ thống càng trở nên có khả năng hơn. Khoảng cách được phát hiện có thể được gây ra bởi mối quan hệ hấp dẫn duy nhất giữa đĩa và một hành tinh có thể đã bắt đầu hình thành, khắc ra một khoảng trống trong đĩa. Tuy nhiên, khoảng cách cũng có thể là hiệu ứng cộng hưởng hấp dẫn của bốn ngôi sao.